# Tanguy Cosyns
Tanguy Cosyns, né le 29 juin 1991, est un joueur belge de hockey sur gazon évoluant au poste d'attaquant au Racing Club de Bruxelles et en équipe nationale belge.     

## Parcours en club
Tanguy a débuté le hockey au Royal Daring HC. Il y a débuté en équipe première à 16 ans en 2007.
En 2009, après avoir remporté le titre national U18 avec son équipe de toujours, il rejoint le Waterloo Ducks HC, club avec lequel il gagne deux fois le championnat de division d’honneur en 2012 et 2013, après quoi il retourne dans son club d’enfance avec qui il atteint le carré final de l’Euro Hockey League en 2015.
En 2018, il s’est lancé un nouveau challenge en rejoignant le championnat néerlandais (« Hoofdklasse »). Il y fait une première saison avec HGC (terminant à la 3ème place, qualificative pour l’EHL) avant de migrer vers AH&BC Amsterdam avec qui il a marqué 17 buts lors de la défunte saison écourtée par la crise du COVID-19.

## Parcours international
Après avoir remporté les championnats d’Europe U18 (en) en 2009 et U21 (en) en 2012, il est intégré au noyau de l’équipe nationale A. Le round 2 de la World League 2013 à Saint-Germain-En-Laye est son premier tournoi officiel avec cette équipe.
La coupe du monde 2014 à La Haye était son premier tournoi majeur ; il y marque 5 goals et la Belgique termine à la 5ème place.
En 2016, il fait partie de l’équipe qui a remporté la médaille d’argent aux jeux olympiques dété de Rio de Janeiro ; il y marque 5 goals.
En 2021, lors des jeux olympiques de Tokyo, il gagne la médaille d’or avec l’équipe Nationale belge.

## Personnel/autres
En 2017, victime d’une rupture des ligaments croisés lors d'un stage de préparation à Terrassa, il est écarté des terrains. L’opération effectuée par le docteur Johan Bellemans (en) est un succès et il profite de la longue période de rééducation pour développer une marque de hockey sur gazon.

## Palmarès
- 2e aux Jeux olympiques d'été de 2016